# Erba (köpinghuvudort i Kina, Heilongjiang Sheng, lat 46,11, long 127,03)
Erba (kinesiska: 二八, 二八镇) är en köpinghuvudort i Kina. Den ligger i provinsen Heilongjiang, i den nordöstra delen av landet, omkring 51 kilometer nordost om provinshuvudstaden Harbin. Antalet invånare är 23 961. Befolkningen består av 11 661 kvinnor och 12 300 män. Barn under 15 år utgör 11,0 %, vuxna 15-64 år 81 %, och äldre över 65 år 6,0 %.
Runt Erba är det ganska tätbefolkat, med 144 invånare per kvadratkilometer. Närmaste större samhälle är Juyuan, 19,5 km söder om Erba. Trakten runt Erba består till största delen av jordbruksmark.
Genomsnittlig årsnederbörd är 854 millimeter. Den regnigaste månaden är juli, med i genomsnitt 192 mm nederbörd, och den torraste är januari, med 8 mm nederbörd.